# Tania Arrayales
Tania Karina Arrayales Macías (Tijuana, Baja California, México, 1 de agosto de 1996) es una atleta mexicana, especializada en esgrima. Forma parte de la delegación mexicana en los Juegos Olímpicos de Río de Janeiro 2016.

## Carrera deportiva
En 2015 ganó la Copa del Mundo Junior de Esgrima, integrando el equipo mexicano junto a Julieta Toledo, Anilu Valencia y Vanessa Infante. En enero de 2016 obtuvo la medalla de oro en la Copa del Mundo de Esgrima Junior celebrada en Plovdiv. En mayo de ese mismo año consiguió la posición 16 en el Grand Prix de esgrima celebrado en Moscú. Arrayales ganó 15 a 8 la Copa Satélite de Sable Femenil, que se celebró también en mayo de ese año. En el Campeonato Panamericano de Esgrima Panamá 2016, celebrado en junio, Arrayales integró el equipo mexicano que obtuvo medalla de plata al ser vencido por Estados Unidos.

### Juegos Olímpicos de Río de Janeiro 2021
El 8 de agosto de 2016, Arrayales fue vencida por la rusa Yana Egorian 15 a 7 en la modalidad de sable individual.